# Солола
Солола (на испански: Sololá) е един от двадесет и двата департамента на Гватемала. Столицата на департамента е град Солола. Населението на депертамента е 505 500 жители (по изчисления от юни 2016 г.).

## Общини
Солола е разделена на 19 общини някои от които са:
1. Солола
2. Сантиаго Атитлан
3. Санта Катарина Палопо
4. Санта Клара Ла Лагуна
5. Санта Крус Ла Лагуна
6. Санта Мария Виситасион